# Савасиро, Миюки
Миюки Савасиро (яп. 沢城　みゆき Савасиро Миюки) — японская сэйю. Родилась 2 июня 1985 года в Нагано, выросла в Токио. Работает в компании Mausu Promotion. Лауреат двух премий Seiyu Awards — в 2009 и 2010 годах.
В репертуаре Савасиро роли самых различных типов: девочек, взрослых женщин, мальчиков, юношей, стариков, старушек, животных и т. д. Нередко она играет по нескольку ролей в одном аниме, например, Negima!?, Onegai My Melody, Fairy Tail и др. Есть аниме, где она совмещала роли положительного героя и злодея.
Савасиро — одна из немногих японских сэйю, дублирующих свои роли на английский язык. Обладает специфическим тембром голоса. Во многих случая совместной работы с Асами Санада наблюдается гендерное разделение ролей (женская — мужская и наоборот).
Ещё учась в средней школе (в мае 1999 года), она прошла прослушивание для аниме Di Gi Charat и получила специальную премию от жюри. Её дебют состоялся именно в этом аниме в роли Пэти Карат (Капучино). В тот период она ещё не принадлежала ни к какой фирме, но позже, по примеру коллеги из того же аниме Хиками Кёко, поступила в фирму Mausu Promotion. Этому способствовало ещё и то, что Савасиро занимается дубляжем, а Mausu Promotion специализируется и в этой области.
Позже, параллельно с работой сэйю, она поступила в институт, который окончила в 2008 году, а с 2007 года поступила также в театральную труппу Theatre Gekidan (яп. Theatre劇団子), начав таким образом и деятельность в качестве актрисы.
В 2009 получила премию Seiyu Awards за роль второго плана, а в 2010 году — за главную роль.
Хобби и умения: плавание, ракуго, готовка, игра на пианино и др.
В семье, помимо неё и родителей, есть также младший брат, Тихару Савасиро (яп. 沢城 千春 Савасиро Тихару), который также является актёром.
2 июня 2014 года вышла замуж, о чём официально сообщила 8 июня 2014 года.

## Значимые роли

### Аниме
- Angel Beats! — Масами Ивасава
- Azur Lane — Амаги
- Bakemonogatari — Суруга Камбару
- Basilisk — Хотаруби, Ига Огэн (молодая)
- Black Rock Shooter — Ёми Таканаси
- Btooom! — Косукэ Кира
- Canaan — Ханаан
- D.C.S.S. ~Da Capo Second Season~ — Канаэ Кудо
- Danganronpa — Токо Фукава
- DearS — Хи
- Densetsu no Yuusha no Densetsu — Калнэ Кайвал
- Devils' Line — Джулиана Ллойд
- Di Gi Charat — Петит Карат (Путико)
- Fairy Tail — Ур/Ул (учитель Грея и Лиона) и Дева
- éX-Driver: The Movie — Анджела Гамбино
- Gabriel Dropout — Зелель
- Galaxy Angel — Минт Блансманш (Минт)
- Gokujo Seitokai — Маюра Итикава
- Harmony — Туан Кириэ
- Highschool of the Dead — Саэко Бусудзима
- Hottarake no Shima: Haruka to Mahou — Тео
- Hunter × Hunter (2011) — Курапика Куруто
- Inazuma Eleven — Сю
- K — Сэри Авасима
- Kokoro Library — Иина
- Kokoro Connect — Химэко Инаба
- Kimi ni Todoke — Аянэ Яно
- Lupin the Third: The Woman Called Fujiko Mine — Фудзико Минэ
- Lupin the Third Part 4 — Фудзико Минэ
- Lupin the 3rd Part 5 — Фудзико Минэ
- Maria Holic — глава общежития
- Maoyuu Maou Yuusha — Валькирия
- Medaka Box — Ёка Надзэ
- My-Otome — Сара Галахер
- Okojo-san — Окодзё-сан
- Pani Poni Dash! — Аканэ Сэридзава
- Pita Ten — Котаро Хигути
- Princess Principal — 7
- Princess Tutu — Дух Лампы
- Psycho-Pass — Сион Караномори
- Onegai My Melody — Какэру Когурэ
- Onegai Twins — Юка Ясиро
- Otogi-Jushi Akazukin — Ибара
- Red Garden — Клэр Форрест
- Rozen Maiden — Синку
- Sayonara Zetsubou Sensei — Таро Мария Сэкиюцу
- Senki Zesshou Symphogear — Сакураи Рёко
- Sora o kakeru shoujo — Цуцудзи Баба
- Strike Witches — Перрин Клостерманн
- Sword Art Online — Асада Сино / Синон
- Tegami Bachi — Лаг Сиинг
- Top o Nerae 2! — Тихо
- Utawarerumono — Аруруу
- Uta no Prince-sama — Нанами Харука
- Zetsuen no Tempest — Кусарибэ Хакадзэ
- «Бездомный бог» — Бисямон
- «Дюрарара!!» — Селти Стурлусон
- «Люпен III: Первый» — Фудзико Минэ
- «Стальная тревога! Новое задание» — Ся Юй Лань
- «Страна чудес смертников» — Тото Сакигами
- «Так сложно любить отаку» — Хана Коянаги
- «Характеры-хранители» — Ёру
- «Истребитель демонов» — Даки

### Видеоигры
- Persona 3 — Элизабет, Тидори Ёсино
- Persona 3 Reload — Элизабет, Тидори Ёсино
- Серия Corpse Party — Юи Сисидо
- Серия BlazBlue — Карл Кловер
- The Last Remnant — Ханна и Хинна
- Street Fighter IV — Кэмми
- Street Fighter V — Кэмми
- Street Fighter 6 — Кэмми
- Street Fighter X Tekken — Кэмми
- Soulcalibur V — Айви Валентайн
- E.X. Troopers — Джули
- Tales of Xillia — Милла Максвелл
- Tales of Xillia 2 — Милла Максвелл
- Catherine — Кэтрин
- BioShock Infinite — Элизабет
- Umineko no naku koro ni Chiru — Дланор Э. Нокс
- Ougon Musou Kyoku Cross — Дланор Э. Нокс
- Muramasa: The Demon Blade — Монохимэ
- Odin Sphere — принцесса Вельвет
- Fate/Grand Order — Мордред, Флоренс Найтингейл, Артемида, Рама
- JoJo's Bizarre Adventure: All Star Battle — Джолин Кудзё
- Sword Art Online: Infinity Moment, Sword Art Online: Hollow Fragment — Асада Сино / Синон
- Fatal Frame IV: Mask of the Lunar Eclipse — Мисаки Асо
- League Of Legends — Мисс Фортуна
- The Witcher 3: Wild Hunt — Цирилла
- Final Fantasy XV — Аранея Хайвинд
- Yakuza 0 — Макото Макимура
- Yakuza Kiwami 2 — Макото Макимура
- Onmyoji — Яо Бикуни
- Azur Lane — Амаги, Монарх, Тоса
- Honkai Impact 3rd — Райден Мэй
- Honkai: Star Rail — Ахерон
- Genshin Impact – Сёгун Райдэн
- Langrisser Mobile  —  Това
- Punishing: Gray Raven — Розетта Ригор
- Skullgirls — Сквигли

### Дубляж
- «Дружба это чудо» (2010) — Твайлайт Спаркл
- «Девочки из Эквестрии» (2013) — Твайлайт Спаркл